# N89 (België)
De N89 is een gewestweg in de Belgische provincie Luxemburg. Deze weg vormt de verbinding tussen Salmchâteau nabij Vielsalm en Bouillon bij de Franse grens, waar de weg verder loopt als de N58 naar Sedan.
De totale lengte van de N89 bedraagt ongeveer 100 kilometer.
Het traject tussen de Franse grens en de kruising met de N4 nabij Champlon is deel van de E46 en bestaat overwegend uit 2×2 rijstroken.

## Plaatsen langs de N89
- Salmchâteau
- La Comté
- Joubiéval
- Hébronval
- Regné
- Baraque de Fraiture
- Samrée
- La Roche-en-Ardenne
- Beausaint
- Vecmont
- Champlon
- Saint-Hubert
- Vesqueville
- Bras
- Libramont
- Recogne
- Bertrix
- Assenois
- Fays-les-Veneurs
- Plainevaux
- Noirefontaine
- Curfoz
- Bouillon
- La Chapelle

## N89a
De N89a is een aftakking van de N89 bij Bras. De 3 kilometer lange route gaat door het dorp heen en komt even later weer terug op de N89. Deze route was de oorspronkelijke route van de N89.

## N89c
De N89c is een verbindingsweg Libramont. De route verbindt de N89 met de N826 nabij het treinstation van Libramont. De route heeft een totale lengte van ongeveer 3,1 kilometer.

## N89z
De N89z is een onderdeel van de N89 in La Roche-en-Ardenne. De 600 meter lange route vormt een eenrichtingsverkeersweg richting het zuiden. De N89 zelf is ter hoogte van hetzelfde punt een eenrichtingsverkeersweg richting het noorden.
De N89z had oorspronkelijk het wegnummer N89b.